# Pareledone prydzensis
Pareledone prydzensis är en bläckfiskart som beskrevs av Lu och Stranks 1994. Pareledone prydzensis ingår i släktet Pareledone och familjen Octopodidae. Inga underarter finns listade i Catalogue of Life.